# Организация на тюркските държави
Организация на тюркските държави (OТД), известна в миналото като Тюркски съвет, е международна организация на тюркските страни.
Основана е през 2009 година. Включва 4 страни: Турция, Казахстан, Киргизстан и Азербайджан.
Идеята за тази организация е лансирана през 2006 година от казахския президент Нурсултан Назарбаев. Насочеността ѝ е предимно към запазване и развитие на тюркската култура.
Организацията е оглавявана от генерален секретар. Секретариатът се намира в Анкара, в Баку (Азербайджан) е седалището на общото събрание, а в Астана (Казахстан) има Тюркска академия.

## История
Организацията е създадена на 3 октомври 2009 г. с Нахчиванското споразумение, подписано между Азербайджан, Казахстан, Киргизстан и Турция. Според Халил Акинчи, генерален секретар-основател на организацията:
| „ | Тюркският съвет се превърна в първия доброволен съюз на тюркските държави в историята. | “ |

През 2012 г. бе прието знамето на Тюркския съвет.
На 30 април 2018 г. беше обявено, че Узбекистан ще се присъедини към Тюркския съвет и ще присъства на предстоящата среща на върха на организацията в Бишкек. Той официално кандидатства за членство на 12 септември 2019 г.
От края на 2018 г. Унгария е наблюдател и може да поиска пълноправно членство. През 2020 г. заместник-министърът на външните работи на Украйна – Емине Чепар заявява, че Украйна иска да бъде наблюдател.
На 3 май 2021 г. Афганистан официално кандидатства за статут на наблюдател в Тюркския съвет.

## Мисия и задачи
Преамбюлът на Нахчиванското споразумение потвърждава волята на държавите членки да се придържат към целите и принципите, залегнали в Устава на ООН, и определя основната цел на Тюркския съвет като по-нататъчно задълбочаване на всеобхватното сътрудничество между тюркоезичните държави, както и дават общи приноси за мира и стабилността в региона и по света. Държавите членки потвърдиха ангажимента си към демократичните ценности, правата на човека, върховенството на закона и принципите на доброто управление.
Нахчиванското споразумение определя основните цели и задачи на Организацията, както следва:
- Укрепване на взаимното доверие и приятелство между страните;
- Разработване на общи позиции по въпросите на външната политика;
- Координиране на действията за борба с международния тероризъм, сепаратизма, екстремизма и трансграничните престъпления;
- Насърчаване на ефективно регионално и двустранно сътрудничество във всички области от общ интерес;
- Създаване на благоприятни условия за търговия и инвестиции;
- Стремеж към всеобхватен и балансиран икономически растеж, социално и културно развитие;
- Разширяване на взаимодействието в областта на науката, технологиите, образованието, здравеопазването, културата, спорта и туризма;
- Насърчаване на взаимодействието на средствата за масова информация и други средства за комуникация;
- Насърчаване на обмена на съответна правна информация и засилване на правното сътрудничество.

## Проекти
От учредителното споразумение, определящо всеобхватното сътрудничество между тюркските държави като основна цел на организацията, Организацията на тюркските държави работи по различни проекти. Проектите са групирани в шест процеса на сътрудничество, които са: Икономика, Култура, Образование, Транспорт, Митници и диаспора. Примерите за проектите включват създаването на тюркски университетски съюз и написването на общ учебник по история. Организацията на тюркските държави също работи по начини за стимулиране на икономическото развитие в по-слабо развитите региони на държавите-членки. Секретариатът обединява икономическите министри, министрите на образованието, министрите на транспорта, ръководителите на митническите администрации и други висши служители от различни министерства и агенции, за да работи по начини за насърчаване на сътрудничеството в съответните области. Преди да бъдат представени пред министри и ръководители на администрации, проектите и въпросите на сътрудничеството се разработват от работни групи. Един наскоро стартиран проект е създаването на механизъм за по-тясно сътрудничество между тюркските диаспори по целия свят.

## Членове
| Държава                          | Присъединяване                   | Население (2021) | Площ (km2) | БВП - Номинал (2023)   | БВП на глава от населението (2022) |
| -------------------------------- | -------------------------------- | ---------------- | ---------- | ---------------------- | ---------------------------------- |
| Азербайджан                      | Основатели                       | 10,312,992       | 86 600     | 77.392 млрд. долара    | 7,164 долара                       |
| Казахстан                        | Основатели                       | 19,196,465       | 2 724 900  | 259.292 млрд. долара   | 10,003 долара                      |
| Киргизстан                       | Основатели                       | 6,527,743        | 199 900    | 9.02 млрд. долара      | 1,327 долара                       |
| Турция                           | Основатели                       | 84,775,404       | 783 562    | 1.154 трл. долара      | 9,961 долара                       |
| Узбекистан                       | 2019                             | 34,081,449       | 447 400    | 90.392 млрд. долара    | 2,071 долара                       |
| Организация на тюркските държави | Организация на тюркските държави | 154,894,053      | 4,242,362  | 1 590,096 млрд. долара | 6,723 долара                       |

### Страни наблюдатели
| Държава       | Присъединяване | Население (2021) | Площ (km2) | БВП (2022)           | БВП на глава от населението (2022) |
| ------------- | -------------- | ---------------- | ---------- | -------------------- | ---------------------------------- |
| Унгария       | 2018           | 9,709,786        | 93 030     | 197.813 млрд. долара | 16 475 долара                      |
| Северен Кипър | 2022           | 382,836          | 3,355      | 4.234 млрд.долара    | 14,942 долара                      |
| Туркменистан  | 2021           | 6,341,855        | 491 210    | 79.591 млрд. долара  | 8862 долара                        |

## Срещи на върха
След разпадането на Съветския съюз, новите независими тюркски държави Азербайджан, Казахстан, Киргизстан, Туркменистан и Узбекистан, както и Турция организират срещи на върха на ръководителите на тюркскоговорещите държави, първата от които се провежда през 1992 г.в Анкара. Със създаването на Тюркския съвет, на 10-ата Среща на върха беше решено да се преименуват заседанията на най-високо равнище на срещи на върха на Тюркския съвет.
Срещата на върха на Тюркския съвет е връхната точка на годината, на която държавните глави оценяват резултатите от миналия период и определят цели за следващата година. Първата среща на върха се проведе в Алмати, Казахстан, на 20 – 21 октомври 2011 г.и се съсредоточи главно върху икономическото сътрудничество. Втората среща на върха се проведе в Бишкек, Киргизстан, на 22 – 23 август 2012 г.и се съсредоточи върху образователното, научното и културното сътрудничество. Третата среща на върха се проведе на 15 – 16 август 2013 г.в Кабала, Азербайджан с тема Транспорт и свързаност.
На 15 октомври 2019 г.в Баку бе организирана Седмата среща на върха на Тюркския съвет с участието на президентите на държавите членки Илхам Алиев, Сооронбай Жеенбеков, Реджеп Тайип Ердоган, Шавкат Мирзийоев, както и Пърли Агамирадов като гост, Виктор Орбан като наблюдател и ръководители на институциите за тюркско сътрудничество. Участниците отбелязаха 10-та годишнина от Нахичеванското споразумение за създаване на Тюркския съвет в допълнение към присъединяването на Узбекистан към организацията като пълноправен член. Званието Почетен председател на Тюркския съвет е дадено на бившия президент на Казахстан Нурсултан Назарбаев. В края на срещата държавните глави подписаха декларация от Баку. Освен това председателството в Съвета официално премина в Азербайджан.